# نهائي كأس إسكتلندا 1982
نهائي كأس اسكتلندا 1982 هي المباراة النهائية من منافسة كأس اسكتلندا 1981–82، أقيمت المباراة في 22 مايو 1982، في هامبدن بارك، بين فريقي نادي أبردين، ونادي رينجرز، وفاز فيها نادي أبردين، بعد أن هزم نادي رينجرز، بنتيجة 4 - 1، وكان حكم المباراة براين ماكنلي، وحضر المباراة 53788 شخصاً.

## تفاصيل المباراة
لعبت المباراة النهائية في 22 مايو 1982.
| نادي أبردين | 4 -1 | نادي رينجرز |
| ----------- | ---- | ----------- |
|             |      |             |